# Chambre des représentants de l'État de Washington
67e législature
Capitole de l'État de Washington
La Chambre des représentants (en anglais : House of Representatives) est la chambre basse de la législature de l'État de Washington, l'organe législatif de cet État américain.

## Composition et élection
Les 98 membres de la Chambre des représentants sont élus les années paires pour un mandat de deux ans renouvelable sans limitation, débutant en janvier suivant. 
Les 49 circonscriptions sont chacune composé de deux sièges pourvus pour deux ans au scrutin binominal majoritaire à un tour. Les électeurs de chaque circonscription disposent de deux voix qu'ils répartissent aux candidats de leur choix, à raison d'une voix par candidat. Après décompte des suffrages, les deux candidats ayant reçu le plus de voix sont élus.
Parti majoritaire au sein de la Chambre des représentants depuis 1889,